# 鳥取県道201号上井北条線
鳥取県道201号上井北条線（とっとりけんどう201ごう あげいほうじょうせん）は、鳥取県倉吉市から東伯郡北栄町に至る一般県道である。

## 概要
倉吉市山根から東伯郡北栄町北尾に至る。

### 路線データ
- 起点：鳥取県倉吉市山根（鳥取県道22号倉吉青谷線交点）
- 終点：鳥取県東伯郡北栄町北尾（北尾交差点、鳥取県道320号羽合東伯線交点）

## 歴史
- 2008年（平成20年）3月31日 - 鳥取県告示第206・207号により、北条倉吉道路に並行していた国道313号の旧道が国道指定を解除されたことに伴い、その一部にあたる東伯郡北栄町北尾（北尾第2踏切 - 北尾交差点間：延長134 m）を当路線が継承し、終点側を延長[1]。
- 2013年（平成25年）3月29日 - 鳥取県告示第242・243号により、起点を倉吉市上井町（あげいちょう）1丁目・上井町1丁目交差点から倉吉市上井・倉吉駅前交差点（倉吉駅南口）に変更し、それに伴い、倉吉市上井町1丁目・上井町1丁目交差点 - 倉吉市上井・倉吉駅前交差点（倉吉駅南口）間が倉吉市に移管され、倉吉市道となった[2][3]。
- 2015年（平成27年）6月30日 - 鳥取県告示第473・474号により、起点を倉吉市上井・倉吉駅前交差点（倉吉駅南口）から倉吉市山根に変更し、倉吉駅北口を通る経路に変更された[4][5]。

## 路線状況

### 重複区間
- 鳥取県道170号海田倉吉停車場線（倉吉市大平町）

### 道路施設

#### 橋梁
- 上井橋（羽合用水路、倉吉市）
- 小田橋（天神川、倉吉市）

## 地理

### 通過する自治体
- 鳥取県
  - 倉吉市 - 東伯郡北栄町

### 交差する道路
| 交差する道路                                           | 市町村名 | 市町村名 | 交差する場所   | 交差する場所      |
| ------------------------------------------------------ | -------- | -------- | -------------- | ----------------- |
| 鳥取県道22号倉吉青谷線 鳥取県道51号倉吉川上青谷線 重複 | 倉吉市   | 倉吉市   | 山根           | 起点              |
| 鳥取県道501号倉吉東郷自転車道線                        | 倉吉市   | 倉吉市   | 上井（あげい） |                   |
| 鳥取県道170号海田倉吉停車場線 重複区間起点             | 倉吉市   | 倉吉市   | 大平町         |                   |
| 鳥取県道170号海田倉吉停車場線 重複区間終点             | 倉吉市   | 倉吉市   | 大平町         |                   |
| 国道179号                                              | 倉吉市   | 倉吉市   | 海田南町       | [ 注釈 1 ]        |
| 鳥取県道161号倉吉江北線                                | 倉吉市   | 倉吉市   | 小田           | [ 注釈 2 ]        |
| 鳥取県道320号羽合東伯線                                | 東伯郡   | 北栄町   | 北尾           | 北尾交差点 / 終点 |

### 沿線
- 鳥取短期大学
- 鳥取看護大学
- JR西日本山陰本線 倉吉駅
- 鳥取県立倉吉総合産業高等学校
- 北栄町立北条中学校
- 倉吉市立上北条小学校